# آرتورو کارواخال آکونیا
آرتورو کارواخال آکونیا (انگلیسی: Arturo Carvajal Acuña; ۲۵ مارس ۱۹۰۹ – ۵ اوت ۱۹۸۰) معدنچی، و سیاستمدار اهل شیلی بود. او رئیس اتحادیه اداره آی ریس و دبیر روابط خارجی کنفدراسیون مرکزی کارگران شیلی (CUT) بود. او عضو نمایندگان مجلس شیلی در سالهای ۱۹۶۵ و ۱۹۷۳ بود

## زندگی‌نامه
او در ۲۵ مارس ۱۹۰۹ در سوتاکوی و اویه (شیلی) متولد شد. آکیونا در ۵ اوت ۱۹۸۰ درگذشت. او پسر سالوادور کارواخال و دلفینا آکیونیا بود. بعدها با النا گونزالس پرز ازدواج کرد. او از سال ۱۹۳۹ به‌عنوان معدنچی شاغل بود. او در چوکویکاماتا بزرگ‌ترین گودال آزاد معدن مس جهان  که در شمال شیلی قرار دارد کار می‌کرد. او در مدرسه آنتو فاگاستا تحصیل کرد، مدرسه را تمام نکرد و برای مرحله متوسطه ترک تحصیل کرد، سپس به سازمان اتحادیه تجاری پیوست و فعالیت‌های سیاسی خود را آغاز کرد.

## حرفه
در سال ۱۹۶۳ آکونیا به عنوان شهردار ایوکیک انتخاب شد و در سال ۱۹۶۵ عضو حزب کمونیست شد و به مدت ۴ سال (۱۹۶۹–۱۹۶۹) به عنوان معاون گروه اداری آریاکا، ایکوئیک و پیزوگوا، شیلی انتخاب شد. او به کمیته‌های دائمی دولت داخلی، ورزش و امور عمومی و حمل و نقل متعلق است.
او همچنین در کمیسیون تحقیق صنعت فولاد (۱۹۶۷–۱۹۶۸) شرکت داشت.
آکونیا با بسیاری از اعضای حزب کمونیست در یک جنبش مقاومت زیرزمینی فعالیت داشت، وی را در ویا گریمالدی آزار و شکنجه کردند، بازجویی و شکنجه زندانیان سیاسی در زمان حکمرانی آگوستو پینوشه خیلی مورد استفاده قرار گرفت. او در ماه اوت سال ۱۹۸۰، به دلایلی که هنوز روشن نشده است، درگذشت.

## کتابشناسی
زندگینامه‌های شیلیایی اعضای هیئت اجرایی، قانونی و قضایی سالهای ۱۸۷۶–۱۹۷۶؛ آرماندو د رامون فولچ؛ نسخه‌های مقدس کاتولیک دانشگاه شیلی، سانتیاگو شیلی، ۱۹۹۹؛ جلد ۱. volume 1.